# Гопак
Гопа́к (укр. гопак, гоцак, козак, козачок, тропак, от укр. гоп — восклицание, произносимое во время танца; отсюда же глаголы гопати — топать, гопкати — прыгать) — украинский национальный танец-пляска. Существуют различные варианты танца: сольный, парный, групповой. Музыкальный размер гопака — 2/4.

## Бытовой вариант
Танец возник в быту Войска Запорожского в XVI—XVIII веках и вначале был преимущественно сольным. Гопак позволял казакам продемонстрировать своё мужество, силу, удаль, ловкость и боевые навыки. Поэтому первоначально это был исключительно мужской танец.
В народном быту танец видоизменялся и позднее стал по преимуществу парным танцем. Исполняется он, как и прежде, импровизированно, без определённой композиции. Юноша, обойдя круг, останавливается перед избранной им девушкой и вызывает её на танец. Затем начинается танец, содержащий обычно несколько «колен». Девушка пляшет скромно, соблюдая достоинство, но с лёгкой иронией и озорством по отношению к парню. Парень вьётся возле неё, стараясь блеснуть удалью и мастерством «колен». Девушка старается перехитрить партнёра, ускользая от него, но парень не сдаётся и старается преградить ей дорогу.
По мнению исследователя казацких танцев Вадима Купленика предшественником гопака был танец «Козак», и только вследствие запрета Екатериной II самого названия казаков танец изменил название. Иногда гопак называют «украинским казачком».
Существует много мелодий гопаков. Часть из них являются песенными мелодиями типа «От Киева до Лубен» (укр. Від Києва до Лубен) или «Гоп мои гречаники» (укр. Гоп, мої гречаники). Значительная часть — это инструментальная музыка без слов.

## Сценический вариант

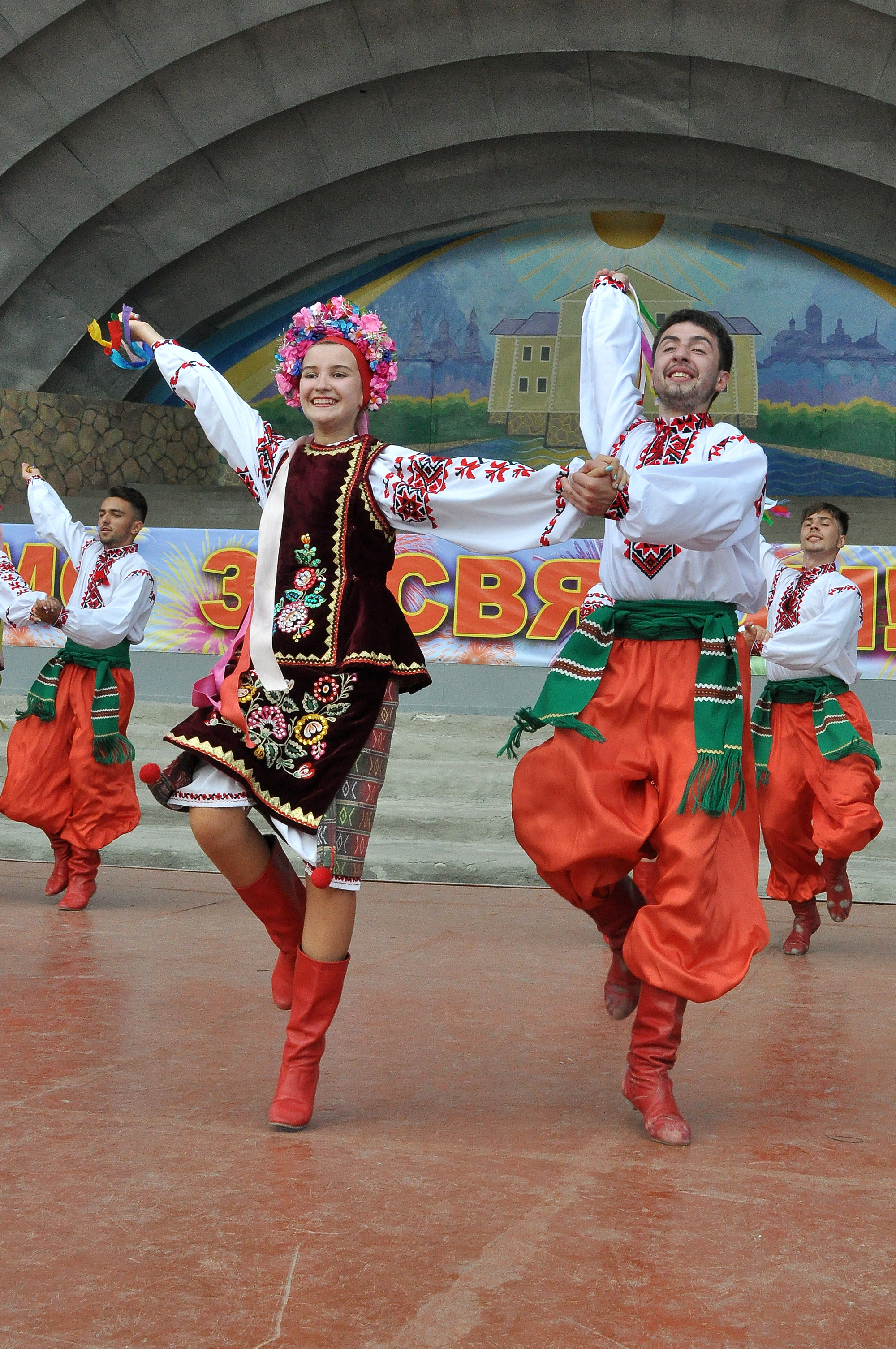
Гопак

Появление сценического варианта связывают с деятельностью П. П. Вирского, создавшего в 1937 году ансамбль народного танца УССР и бывшего с 1955 по 1975 годы художественным руководителем Государственного ансамбля народного танца Украинской ССР. На основе классики и традиционного фольклора он поставил, ставший академическим, тот гопак, которым до сих пор завершает концерты академический ансамбль танца Украины его имени. В сценическом исполнении «Гопак» строится обычно как парно-массовый танец, хотя и сохраняет характерные черты народной пляски. Считается, что используемые для гопака мужские костюмы (красные шаровары, цветной пояс, вышитая сорочка, остроконечные сапоги), являются по своей сути казачьей формой того времени, а женские сценические костюмы напоминают исторические костюмы центральной части Украины (вышитая рубашка, запаска или плахта, кирсетка, остроконечные сапожки, венок с лентами). Однако, по мнению Николая Савойского, на танцорах обычно «такое одеяние, которого никто никогда не видел и которое нашему народу никогда не снилось — вплоть до белых сапог на женщинах, юбки по колено, а ожерелье свисало на женщине ниже пояса». Женщины в танце появились благодаря сценической версии Павла Вирского, создавшем композицию на основе классического танца и фольклора.

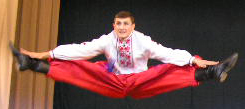
Разножка в исполнении артиста ПГАТиНМ «Виорика»

Характерной чертой сценического танца является демонстрация силы, ловкости, героизма и благородства. Танец импровизационного типа. Двигаясь парами по кругу, парни соревнуются в ловкости. Девушки их поощряют к всё новым трюкам, а затем танцуют лирическую часть. В финале гопак вновь бурный, искрометный и темпераментный. К специфическим чертам гопака следует отнести шпагат в прыжке («разножка»), когда ноги и руки разносятся в разные стороны. Также присутствует фигура «ползунок», когда танцор в присядке опирается сзади на руки и выбрасывает ноги вперёд, перемещаясь по сцене.

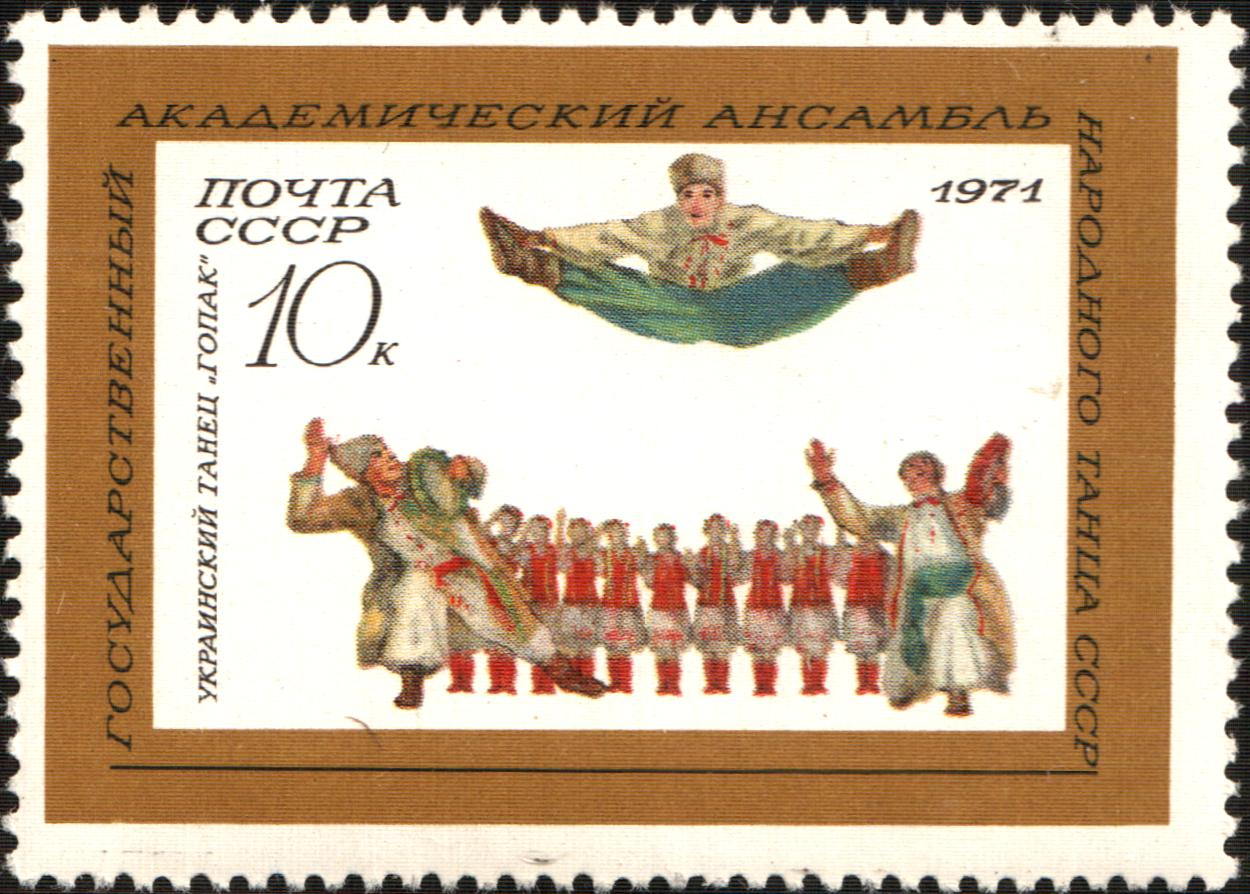
Марка СССРː Украинский танец Гопак (прыжок). Серияː Государственный академический ансамбль народного танца имени Игоря Моисеева (основан 10/II 1937)

### Примеры сценических вариантов
в операх
- «Майская ночь» Римского-Корсакова
- «Сорочинская ярмарка» Мусоргского
- «Мазепа» Чайковского

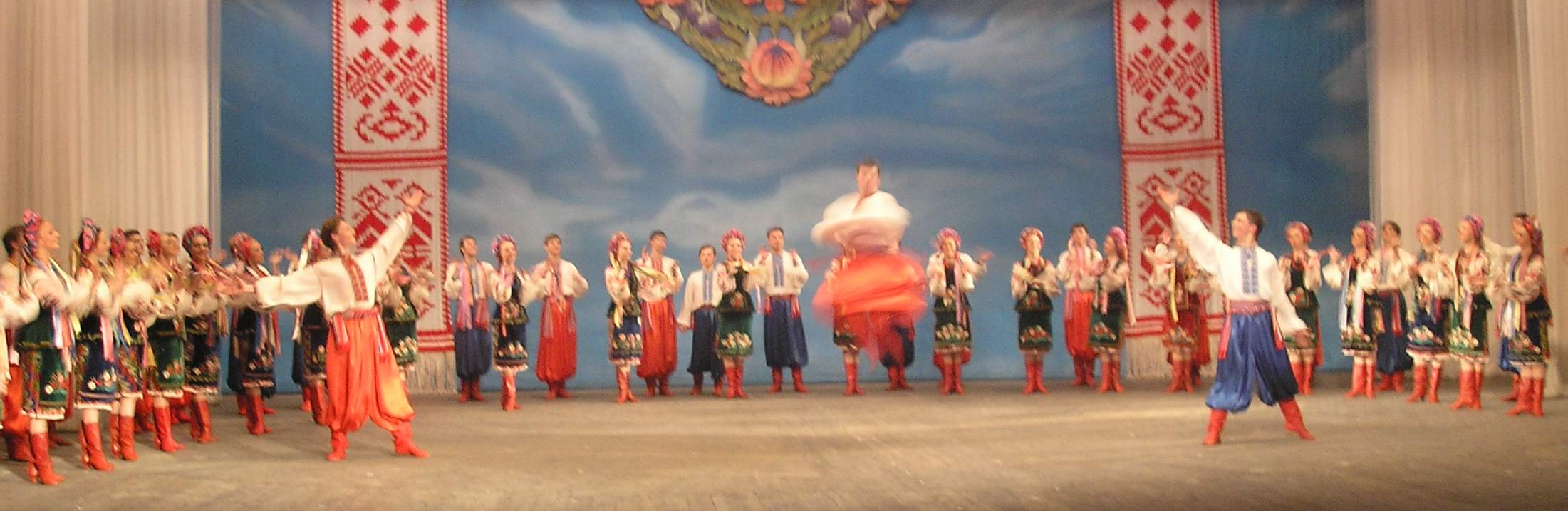
Национальный заслуженный академический ансамбль танца Украины имени П. П. Вирского. Выступление в Донецке. 30 апреля 2006

- «Запорожец за Дунаем (опера)» Гулак-Артемовского
- «Энеида» Лысенко

в балетах
- «Конёк-Горбунок» Пуни
- «Тарас Бульба» Соловьёва-Седого
- «Гаянэ» Хачатуряна
- «Маруся Богуславка» Свечникова

## Спорт
Верховная Рада 25 мая 2017 года приняла во втором чтении закон о национальных видах спорта, согласно которому гопак официально признается на Украине видом спорта («боевой гопак»). Как отметили депутаты, законопроект направлен на развитие национального возрождения, восстановление национально-культурных традиций и патриотическое воспитание.